# Luis Hernán Araneda
Luis Hernán Araneda Orellana (Santiago, 20 de julio de 1927 - Renca, 13 de septiembre de 2014) más conocido como El Baucha, fue un cantor y músico cuequero chileno, uno de los pioneros de la cueca brava de su país.
Fundador del histórico conjunto folclórico Los Chileneros, junto con Hernán Núñez Oyarce (Nano), Raúl Lizama (Perico) y Eduardo Mesías (El Chico Mesías), agrupación que en los años 1960 llevó la cueca brava a la industria discográfica.

## Biografía
Luis Hernán Araneda creció en el barrio de Estación Central, en Santiago de Chile. A muy temprana edad, manifestó sus dotes como cantor y su interés por la canción folclórica, cantando sobre los carretones que manejaba su padre en los sectores de Chuchunco, Pila del Ganso y la Vega Poniente.
A lo largo de su vida, desarrolló diversos oficios, hasta establecerse como matarife en el Matadero Blanqueado de la comuna de Quinta Normal, donde se desempeñó durante más de 30 años. Paralelamente, acumuló larga experiencia como cantor en fondas, quintas de recreo y locales nocturnos de Santiago.
En 1967, fue uno de los convocados para conformar el conjunto Los Chileneros, del que fue una de las voces principales. Con la primera formación -que incluyó también a Hernán Núñez Oyarce (El Nano), Raúl Lizama (El Perico) y Eduardo Mesías (El Chico Mesías)- grabó el disco La cueca centrina, considerado como el primer registro discográfico de la cueca urbana chilena. Un año después, en 1968, participó en el segundo álbum de esta agrupación: La cueca brava. En esta oportunidad, Eduardo Mesías se había desvinculado y se integró el acordeonista Carlos Navarro (El Pollito).
Después de la publicación del segundo disco de Los Chileneros, El Baucha se separó del grupo. En 1970, su voz figuró en el LP colectivo Cuecas con escándalo y, posteriormente, trabajó con otros conjuntos de cueca como Los Chinganeros y Los Centrinos. Con estos últimos, grabó el disco Buenas cuecas centrinas de 1971, también considerado como un hito importante en el ámbito de la cueca urbana.
Tras el Golpe de Estado en Chile de 1973, los escenarios bohemios en que se interpretaba y difundía la cueca urbana sufrieron el "apagón cultural" y terminaron por desaparecer. Asimismo, la dictadura militar impuso una visión diferente del folclore chileno en general y de la cueca en particular, excluyendo de su nuevo canon al estilo propulsado por Los Chileneros. Durante este período, El Baucha solo grabó un casete en dúo con su excompañero Raúl Lizama (El Perico). Esta edición independiente se tituló Cuecas bravas (1988).
Con el retorno a la democracia, en la década de 1990, la cueca urbana y Los Chileneros fueron redescubiertos y valorados por nuevas generaciones de músicos, folcloristas e investigadores. A partir de entonces, Araneda comenzó a ser reconocido como uno de los emblemas del folclore chileno y como maestro de una nueva generación de cuequeros. En 2000, apareció en el documental Bitácora de Los Chileneros de Mario Rojas y se reunió con Núñez y Lizama para tocar en la asunción del presidente Ricardo Lagos. En 2001, los tres registraron el disco Los Chileneros en vivo y ofrecieron diversas actuaciones hasta la muerte de El Perico, acaecida en diciembre de ese mismo año. Se presentaron en La Yein Fonda y el Festival de Viña, como invitados del actor Daniel Muñoz.
Tras el fallecimiento de Hernán Núñez en 2005, El Baucha continuó como el último representante activo de Los Chileneros. Aun con una edad avanzada, registró dos discos como solista: De lo urbano y lo divino (2005) y Yo nací pa' cantar cueca (2014). Su obra abarcó, además de la cueca, estilos tan diversos como bolero, tango, tonada y habanera.
Desde agosto de 2014, el músico habría atravesado un delicado estado de salud, producto de un accidente cerebrovascular que lo tuvo internado en el Hospital San José. Falleció en su hogar, en la comuna de Renca, y su funeral en el Cementerio General fue multitudinario.

## Premios
En 2006, Luis Hernán Araneda recibió en La Moneda, el «premio Presidente de la República» a nombre del conjunto folclórico Los Chileneros. Su trayectoria fue también reconocida en 2011 con el «Premio a la Cueca Samuel Claro Valdés».

## Discografía

### ConLos Chileneros
- 1967 - La cueca centrina (EMI Odeon)
- 1968 - La cueca brava EMI Odeon)
- 2001 - Los Chileneros en vivo (Warner Music)

### Con Los Centrinos
- 1971 - Buenas cuecas centrinas (EMI Odeon)

### Con El Perico Chilenero
- 1988 - Cuecas bravas (Star Sound)

### Solista
- 2005 - De lo urbano y lo divino (edición independiente)
- 2014 - Yo nací pa' cantar cueca (edición independiente)

### Álbumes colectivos
- 1970 - Cuecas con escándalo (RCA Víctor)
- 2011 - Constitución 211: Así fueron las cuecas (edición independiente)
- 2011 - Apalomillá las cuecas (edición independiente)